# 禮氏夫人
禮氏夫人（?—?），姓禮氏，高句丽第二代国王琉璃明王的母亲。
朱蒙在扶餘国，娶禮氏之女。禮氏怀孕，朱蒙离开後，琉璃出生。琉璃幼年，在外面玩，彈鸟，失誤打破取水婦人的瓦器。婦人罵他：“这孩子没有父亲，所以这么顽皮。”琉璃回家問母亲：“我父亲是何人，现在在何處？”禮氏夫人说: “你父亲不是常人，在扶餘国容不下他，逃歸南方，開國稱王。离开時对我说：‘你如果生下男孩子，就说我有信物藏在七稜石上松下。若能得到，就是我儿子’。”琉璃在柱礎柱下发现斷劒一段，于是到达卒本，見父王朱蒙。朱蒙以斷劒相合，立琉璃爲太子。

## 相关影视
- 《朱蒙》宋智孝饰演